# István Dömény
István Dömény (ur. 3 sierpnia 1899 w Budapeszcie, zm. 6 grudnia 1966 tamże) – węgierski zapaśnik walczący w stylu klasycznym. Olimpijczyk z Paryża 1924, gdzie zajął dziewiąte miejsce w wadze lekkociężkiej.

## Letnie Igrzyska Olimpijskie 1924
| Konkurencja | Eliminacje             | Eliminacje            | Eliminacje         | Klas. końcowa |
| Konkurencja | Przeciwnik I           | Przeciwnik II         | Przeciwnik III     | Miejsce       |
| ----------- | ---------------------- | --------------------- | ------------------ | ------------- |
| 82,5 kg     | Paul Bonnefont (FRA) Z | Onni Pellinen (FIN) P | Rudolf Loo (EST) P | 9.            |